# Прогресивна ліберальна партія (Болгарія)
Прогресивна ліберальна партія — болгарська політична партія, що існувала від середини 1880-их до 1920 року.
Партію було засновано групою поміркованих членів Ліберальної партії на чолі з Драґаном Цанковим, який 1883 року сформував коаліційний уряд з представниками Консервативної партії. Ця коаліція погодилась внести зміни до Тирновської конституції.
На початку XX століття партія зблизилась, а 1920 року з'єдналась із Об'єднаною народно-прогресивною партією. 1923 року вже ця партія увійшла до складу Демократичного союзу.

## Лідери
- 1884–1897 : Драґан Цанков
- 1897-1920 : Стоян Данев